# Campeonato Mundial de Esqui Estilo Livre de 2021 - Slopestyle feminino
A prova do slopestyle feminino do Campeonato Mundial de Esqui Estilo Livre de 2021 foi realizada nos dias 11 e 13 de março na cidade de Aspen nos Estados Unidos. 

## Medalhistas
| Ouro            | Prata                  | Bronze             |
| Gu Ailing (CHN) | Mathilde Gremaud (SUI) | Megan Oldham (CAN) |

## Resultados

### Qualificação
Um total de 24 esquiadores participaram da competição.  As 8 melhores de cada bateria avançaram para a final. 
| Colocação | Bib | Ordem de corrida | Nome              | Nacionalidade  | Corrida 1 | Corrida 2 | Melhor | Notas |
| --------- | --- | ---------------- | ----------------- | -------------- | --------- | --------- | ------ | ----- |
| 1         | 5   | 2                | Gu Ailing         | China          | 77.41     | 84.51     | 84.51  | Q     |
| 2         | 7   | 1                | Marin Hamill      | Estados Unidos | 71.46     | 75.78     | 75.78  | Q     |
| 3         | 4   | 5                | Mathilde Gremaud  | Suíça          | 37.01     | 75.50     | 75.50  | Q     |
| 4         | 3   | 10               | Megan Oldham      | Canadá         | 72.85     | 13.46     | 72.85  | Q     |
| 5         | 18  | 15               | Kirsty Muir       | Reino Unido    | 57.30     | 70.43     | 70.43  | Q     |
| 6         | 1   | 9                | Tess Ledeux       | França         | 69.23     | 65.11     | 69.23  | Q     |
| 7         | 9   | 7                | Lara Wolf         | Áustria        | 62.55     | 52.23     | 62.55  | Q     |
| 8         | 8   | 4                | Sandra Eie        | Noruega        | 61.55     | 29.00     | 61.55  | Q     |
| 9         | 22  | 14               | Kokone Kondo      | Japão          | 51.28     | 60.20     | 60.20  |       |
| 10        | 13  | 20               | Rell Harwood      | Estados Unidos | 53.55     | 44.43     | 53.55  |       |
| 11        | 11  | 8                | Katie Summerhayes | Reino Unido    | 52.50     | 28.93     | 52.50  |       |
| 12        | 16  | 21               | Margaux Hackett   | Nova Zelândia  | 50.85     | 38.71     | 50.85  |       |
| 13        | 24  | 13               | Abi Harrigan      | Austrália      | 35.48     | 49.95     | 49.95  |       |
| 14        | 6   | 6                | Isabel Atkin      | Reino Unido    | 48.50     | 19.86     | 48.50  |       |
| 15        | 23  | 16               | Aliah Eichinger   | Alemanha       | 37.30     | 37.15     | 37.30  |       |
| 16        | 12  | 17               | Silvia Bertagna   | Itália         | 37.16     | 18.91     | 37.16  |       |
| 17        | 20  | 12               | Anni Kärävä       | Finlândia      | 31.81     | 26.40     | 31.81  |       |
| 18        | 15  | 19               | Olivia Asselin    | Canadá         | 26.88     | 17.96     | 26.88  |       |
| 19        | 17  | 11               | Darian Stevens    | Estados Unidos | 18.68     | 12.85     | 18.68  |       |
| 20        | 25  | 18               | Mia Rennie        | Austrália      | 14.95     | 16.38     | 16.38  |       |
| 21        | 26  | 23               | Dominique Ohaco   | Chile          | 14.26     | 10.06     | 14.26  |       |
| 22        | 19  | 24               | Laura Wallner     | Áustria        | 10.61     | 7.46      | 10.61  |       |
| 23        | 2   | 3                | Sarah Höfflin     | Suíça          | DNS       | DNS       | DNS    | DNS   |
| 23        | 14  | 22               | Maggie Voisin     | Estados Unidos | DNS       | DNS       | DNS    | DNS   |

### Final
A final foi iniciada no dia 13 de março às 09h30. 
| Colocação         | Bib | Ordem de corrida | Nome             | Nacionalidade  | Corrida 1 | Corrida 2 | Corrida 3 | Melhor |
| ----------------- | --- | ---------------- | ---------------- | -------------- | --------- | --------- | --------- | ------ |
| Medalha de ouro   | 5   | 8                | Gu Ailing        | China          | 84.23     | 40.65     | 27.15     | 84.23  |
| Medalha de prata  | 4   | 6                | Mathilde Gremaud | Suíça          | 32.36     | 77.15     | 35.88     | 77.15  |
| Medalha de bronze | 3   | 5                | Megan Oldham     | Canadá         | 15.75     | 74.23     | 76.18     | 76.18  |
| 4                 | 1   | 3                | Tess Ledeux      | França         | 74.95     | 18.83     | 37.05     | 74.95  |
| 5                 | 7   | 7                | Marin Hamill     | Estados Unidos | 70.21     | 71.18     | 64.80     | 71.18  |
| 6                 | 18  | 4                | Kirsty Muir      | Reino Unido    | 63.23     | 34.16     | 54.93     | 63.23  |
| 7                 | 9   | 2                | Lara Wolf        | Áustria        | 52.71     | 30.31     | 3.15      | 52.71  |
| 8                 | 8   | 1                | Sandra Eie       | Noruega        | 4.86      | 52.21     | 45.90     | 52.21  |

Legenda
| Recorde mundial       | Recorde mundial (World record)               |                       | Recorde africano                      | Recorde africano (African) |                                           | Q | Classificado por posição (Qualified) |
| Recorde do campeonato | Recorde do campeonato (Championship record)  | Recorde da América    | Recorde da América (Americas)         | q                          | Classificado por melhor tempo (Qualified) |   |                                      |
| Melhor marca do ano   | Melhor marca do ano (World leading)          | Recorde asiático      | Recorde asiático (Asian)              | DNS                        | Não largou (Did not start)                |   |                                      |
| Recorde nacional      | Recorde nacional (National record)           | Recorde europeu       | Recorde europeu (European)            | DNF                        | Não terminou (Did not finish)             |   |                                      |
| Recorde pessoal       | Recorde pessoal do atleta (Personal best)    | Recorde da Oceania    | Recorde da Oceania (Oceania)          | DSQ / DQ                   | Desclassificado (Disqualified)            |   |                                      |
| Recorde da temporada  | Recorde da temporada do atleta (Season best) | Recorde sul-americano | Recorde sul-americano (South America) | NM                         | Sem marca (No mark)                       |   |                                      |